# Беттен
Беттен (фр. Betting; бывший Беттен-ле-Сент-Авольд) — коммуна на северо-востоке Франции, регион Гранд-Эст (бывший Эльзас — Шампань — Арденны — Лотарингия), департамент Мозель. Относится к кантону Фремен-Мерлебак. Коммуна расположена в геологическом лесистом массиве Варндт.

## Географическое положение
Беттен расположен в 330 км к востоку от Парижа и в 50 км к востоку от Меца. Стоит на реке Россель.

## История
- Входил в бывшую провинцию Труа-Эвеке.

## Демография
По переписи 2011 года в коммуне проживало 864 человека. 

## Достопримечательности
- Руины крупной древнеримской усадьбы.
- Церковь Сен-Бартелеми (1875), построена на месте бывшей церкви XIII века.